# Kanadyjscy arcymistrzowie szachowi
Lista kanadyjskich szachistów, posiadających tytuły arcymistrzów (GM) i arcymistrzyń (WGM), zarówno w grze klasycznej, korespondencyjnej, kompozycji szachowej, jak i w rozwiązywaniu zadań szachowych oraz tytuły arcymistrzów honorowych (HGM), przyznawanych za osiągnięcia w przeszłości. Obejmuje także zawodników, którzy barwy Kanady reprezentowali tylko w pewnym okresie swojego życia.

## Szachy klasyczne

### arcymistrzowie
| Zawodnicy              | Rok urodzenia | Rok śmierci | Rok nadania | Uwagi                                                         |
| ---------------------- | ------------- | ----------- | ----------- | ------------------------------------------------------------- |
| Peter Biyiasas         | 1950          |             | 1978        | pochodzenie greckie, obecnie Stany Zjednoczone                |
| Mark Bluvshtein        | 1988          |             | 2004        | pochodzenie rosyjskie, wcześniej Izrael                       |
| Pascal Charbonneau     | 1983          |             | 2006        |                                                               |
| Eric Hansen            | 1992          |             | 2013        |                                                               |
| Igor Iwanow            | 1947          | 2005        | 2005        | pochodzenie rosyjskie, wcześniej Izrael i USA, tytuł honorowy |
| Anton Kowalow          | 1992          |             | 2008        | pochodzenie ukraińskie, wcześniej Argentyna                   |
| Alexandre Lesiège      | 1975          |             | 1998        |                                                               |
| Thomas Roussel-Roozmon | 1988          |             | 2010        |                                                               |
| Bator Sambujew         | 1980          |             | 2006        | wcześniej Rosja                                               |
| Kevin Spraggett        | 1954          |             | 1985        |                                                               |
| Duncan Suttles         | 1945          |             | 1973        |                                                               |
| Dmitrij Tiomkin        | 1977          |             | 2001        | wcześniej Izrael                                              |
| Daniel Yanofsky        | 1925          | 2000        | 1964        | pochodzenie polskie                                           |